# Bulgur

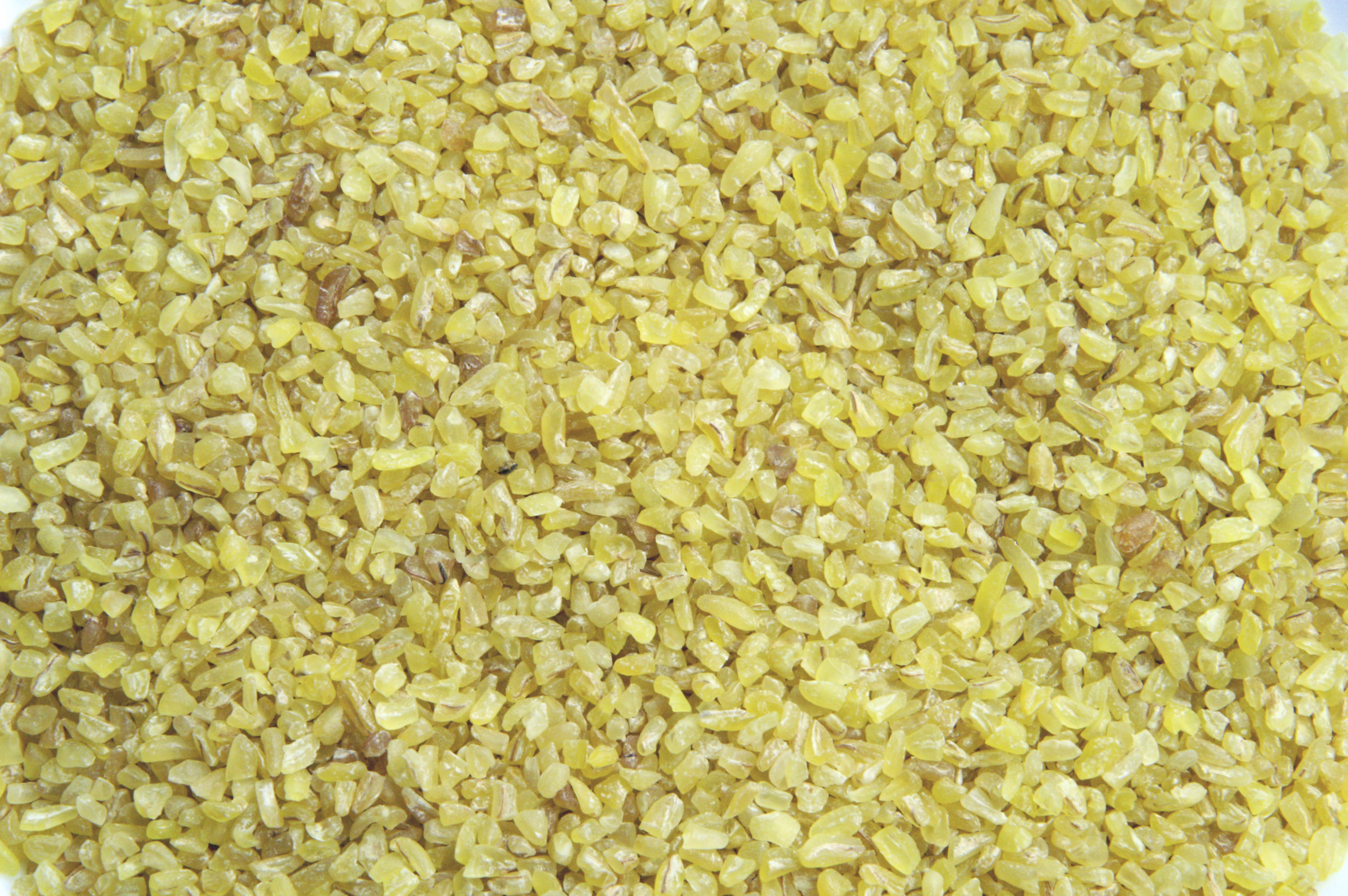
Bulgur

Il bulgur, in italiano "grano spezzato", è un alimento costituito da grano duro integrale germogliato, che subisce un particolare processo di lavorazione, simile alla raffinazione dello zucchero. I chicchi di frumento vengono cotti al vapore o in marmitte, e fatti essiccare, poi vengono macinati e ridotti in piccoli pezzetti. È molto diffuso in Turchia, in Tunisia e anche in altri paesi del Medio Oriente e il suo nome deriva dal turco bulgur, che significa "chicchi di grano duro spezzettati".

## Varietà
Vi sono diverse forme di bulgur a seconda della grandezza dei granelli: le pezzature più grandi sono utilizzate per preparare minestre, quelle più fini per piatti freddi e insalate. Esiste anche il bulgur crudo, non germogliato e non precotto. Si ottiene spezzando direttamente il grano duro selezionato accuratamente, fino a ottenere una granulometria che permette la cottura in 10-15 minuti. Questo tipo di bulgur, non avendo subito i processi di germogliazione, essiccazione e precottura, mantiene tutte le caratteristiche e i benefici del cereale integrale: i granelli di grano duro infatti sono avvolti dalla loro crusca e provvisti del germe, conservando così le proprietà e il colore vivo del grano duro, inoltre dopo la cottura i granelli rimangono più consistenti. Il bulgur crudo, chiamato anche spezzatino di grano duro, viene prodotto da alcuni anni con grano duro coltivato in Italia.

## Qualità nutrizionali
Il bulgur ha caratteristiche nutrizionali analoghe a quelle del frumento integrale: è quindi una buona fonte di fibre, vitamina B, vitamina E, fosforo e potassio. L'apporto calorico è piuttosto basso se paragonato ad altri cibi a base di cereali: 100 grammi di bulgur sono l'equivalente di circa 340 kcal.

## Preparazione

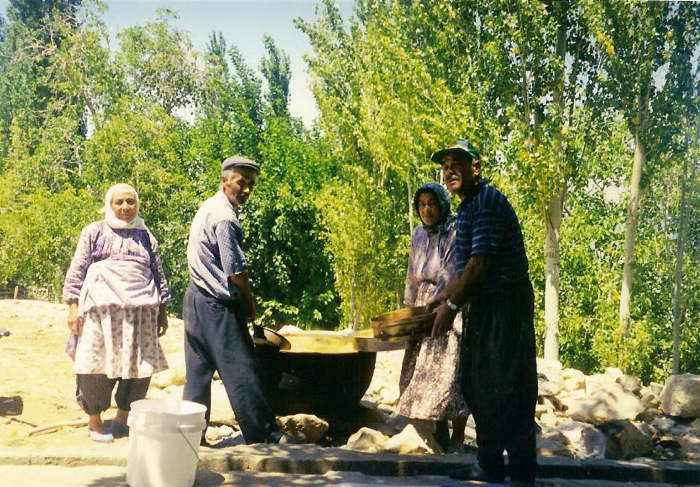
Bollitura del bulgur in un villaggio turco

Il bulgur precotto deve essere messo in ammollo in acqua per 10-40 minuti per farlo reidratare, poi deve essere messo a cuocere in una quantità d'acqua pari al doppio del suo volume per 10 minuti circa; successivamente lo si lascia nell'acqua di cottura per una decina di minuti per permettere un'ulteriore crescita di volume. Si può servire caldo come pilaf o freddo come tabbouleh. Il bulgur è anche l'ingrediente di base del quibe, un piatto che si presenta sotto diverse forme nella cucina mediorientale ed estremorientale.
Il bulgur crudo, non essendo stato precotto, non ha bisogno di essere reidratato e quindi non deve essere messo in ammollo prima della cottura. Va direttamente cotto in acqua per 20 minuti circa, a una temperatura ottimale di 78 gradi. Il bulgur crudo, non avendo subito i processi di germogliazione, precottura ed essiccazione, durante la cottura assorbe più acqua e acquista più volume, con i granellini che rimangono ben separati tra di loro; si consiglia pertanto di cuocerlo con una parte di bulgur in 2,5 parti di acqua ed eventualmente aggiungere della cannella per insaporire.